# Griže (gmina Žalec)
Griže – wieś w Słowenii, w gminie Žalec. W 2018 roku liczyła 624 mieszkańców.